# Amberd (miejscowość)
Amberd – wieś w Armenii, w prowincji Armawir. W 2011 roku liczyła 1412 mieszkańców.